# Polypodium transpiananense
Polypodium transpiananense là một loài dương xỉ trong họ Polypodiaceae. Loài này được Yamam. mô tả khoa học đầu tiên năm 1931.
Danh pháp khoa học của loài này chưa được làm sáng tỏ. 